# Jean Van Buggenhout
Jean Van Buggenhout (* 5. Januar 1905 in Schaarbeek; † 1. Juni 1974 ebenda) war ein belgischer Radrennfahrer.

## Sportliche Laufbahn
Van Buggenhout war im Bahnradsport aktiv. Als Amateur startete er bei den Olympischen Sommerspielen 1928 in Amsterdam. In der Mannschaftsverfolgung kam Belgien mit Jean Van Buggenhout, August Meuleman, Yves Van Massenhove und Albert Muylle auf den 5. Rang.
Von 1929 bis 1939 war er Unabhängiger und Berufsfahrer. Er war vor allem im Zweier-Mannschaftsfahren erfolgreich. 1936 siegte er im Sechstagerennen von Saint-Étienne mit Piet van Kempen als Partner. 1937 gewannen beide dort erneut. In Paris gewann er 1935 den renommierten Prix Houlier-Comès mit Michel Van Vlockhoven.